# Afrotyphlops usambaricus
Espèce
Synonymes
- Typhlops boulengeri usambaricus Laurent, 1964
- Typhlops usambaricus Laurent, 1964

Afrotyphlops usambaricus est une espèce de serpents de la famille des Typhlopidae. 

## Répartition
Cette espèce est endémique des monts Usambara de la Tanzanie. Elle se rencontre à environ 750 m d'altitude.

## Étymologie
Son nom d'espèce lui a été donné en référence au lieu de sa découverte, les monts Usambara.

## Publication originale
- Laurent, 1964 : A Revision of the punctatus Group of African Typhlops. Bulletin of the Museum of Comparative Zoology, Harvard, vol. 130, no 6, p. 387-444 (texte intégral).